# Porphyrospizinae
Porphyrospizinae es una subfamilia propuesta de aves paseriformes de la familia Thraupidae que agrupa a nueve especies en tres géneros (uno de ellos monotípico), nativas de América del Sur, cuyas áreas de distribución y hábitats  se encuentran entre el norte de Perú y el sur de Argentina y Chile principalmente en regiones andinas y patagónicas, excepto una especie distribuida en los cerrados del centro este del continente (principalmente Brasil).

## Taxonomía
Previamente a los estudios genético-moleculares no se esperaba un parentesco cercano entre todas estas especies, a pesar de que comparten algunas características de plumaje (principalmente de las hembras), comportamentales y morfológicas, incluyendo los picos de color amarillo. La  filogenia molecular de Barker et al. (2013) encontró fuerte soporte para la monofilia de este grupo, y posteriormente la filogenia de Burns et al. (2014) también comprobó la robustez de este grupo, demostrando que Porphyrospiza caerulescens y las dos especies antes colocadas en Phrygilus,  Phrygilus alaudinus y P. carbonarius son especies hermanas, que este par es cercano a la actual Rhopospina fruticeti (también parte de Phrygilus anteriormente), y que el clado formado por éstas es pariente cercano al género de cinco endemismos peruanos Incaspiza. Para denominar al clado resultante como subfamilia, estos autores propusieron un nuevo nombre Porphyrospizinae, con Porphyrospiza como el género tipo.

## Géneros
Según el ordenamiento propuesto, la presente subfamilia agrupa a los siguientes géneros:
- Incaspiza
- Rhopospina
- Porphyrospiza